# Skała ze Spadającymi Gwiazdami
Skała ze Spadającymi Gwiazdami – skała na wzniesieniu Kołaczyk w miejscowości Kroczyce w województwie śląskim, w powiecie zawierciańskim, w gminie Kroczyce. Wzniesienie Kołaczyk należy do tzw. Skał Kroczyckich i znajduje się w obrębie rezerwatu przyrody Góra Zborów na Wyżynie Częstochowskiej.
Jest to wapienna skała znajdująca się w lesie na wschodnim stoku Kołaczyka, pomiędzy skałami Wielki Dziad, Mały Dziad i Jędza. Ma wysokość 20–25 m i jej południowa i wschodnia ściana jest obiektem wspinaczki skalnej. Jest 30 dróg wspinaczkowych o trudności od V do VI.5 w skali Kurtyki oraz możliwość poprowadzenia jeszcze jednej. Na większości zamontowano stałe punkty asekuracyjne: ringi (r) i stanowiska zjazdowe (st), ale miejscami wspinaczka tradycyjna – nie wystarczą same ekspresy (trad). Skała cieszy się dużą popularnością wśród wspinaczy skalnych. Szczególnie polecane są drogi nr 5,6 (ściana wschodnia), 2 i 14 (ściana południowa).
Ściana wschodnia
1. Lewy skraj; V, trad
2. Możliwość;
3. Hokej; VI.1, 1r, trad

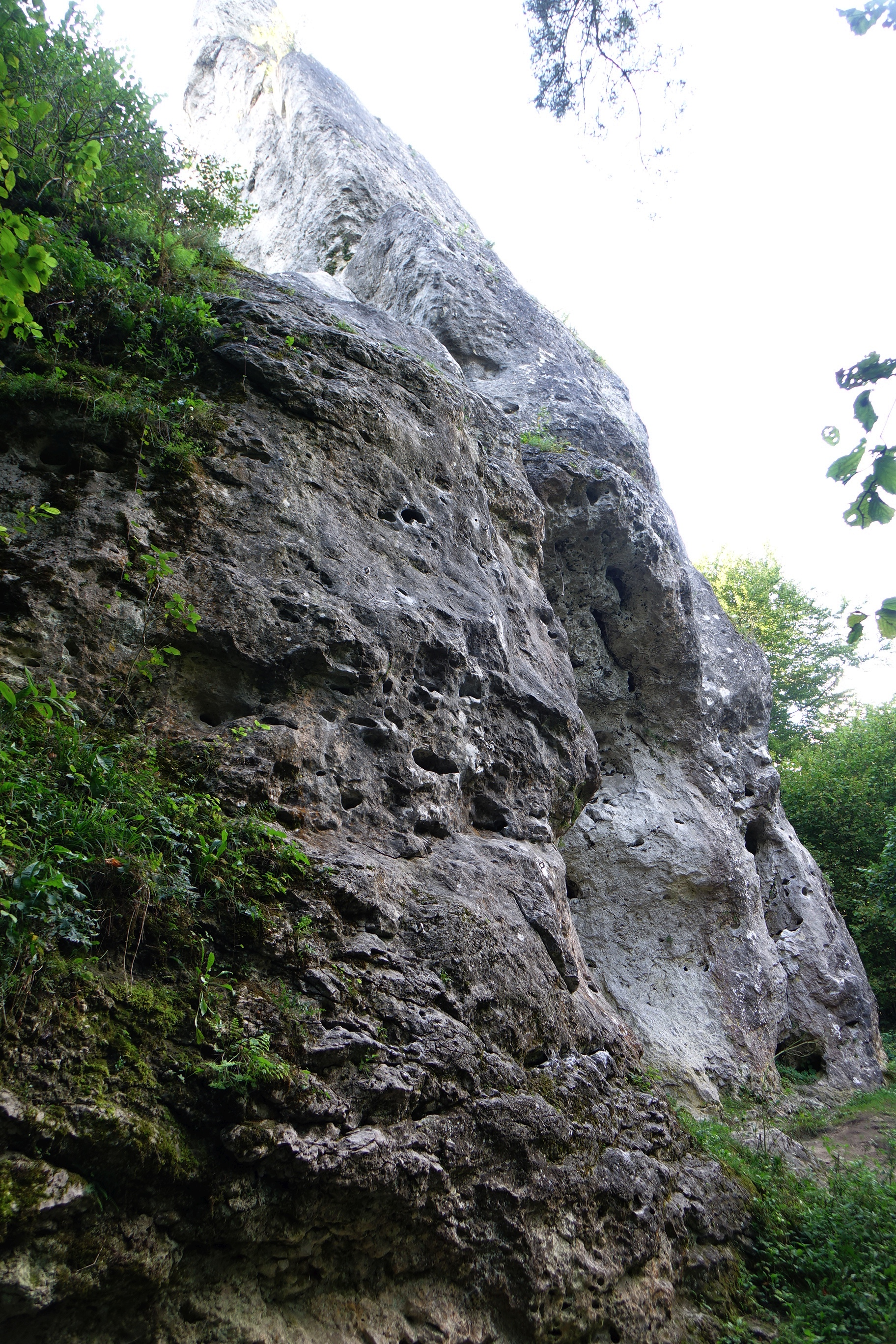
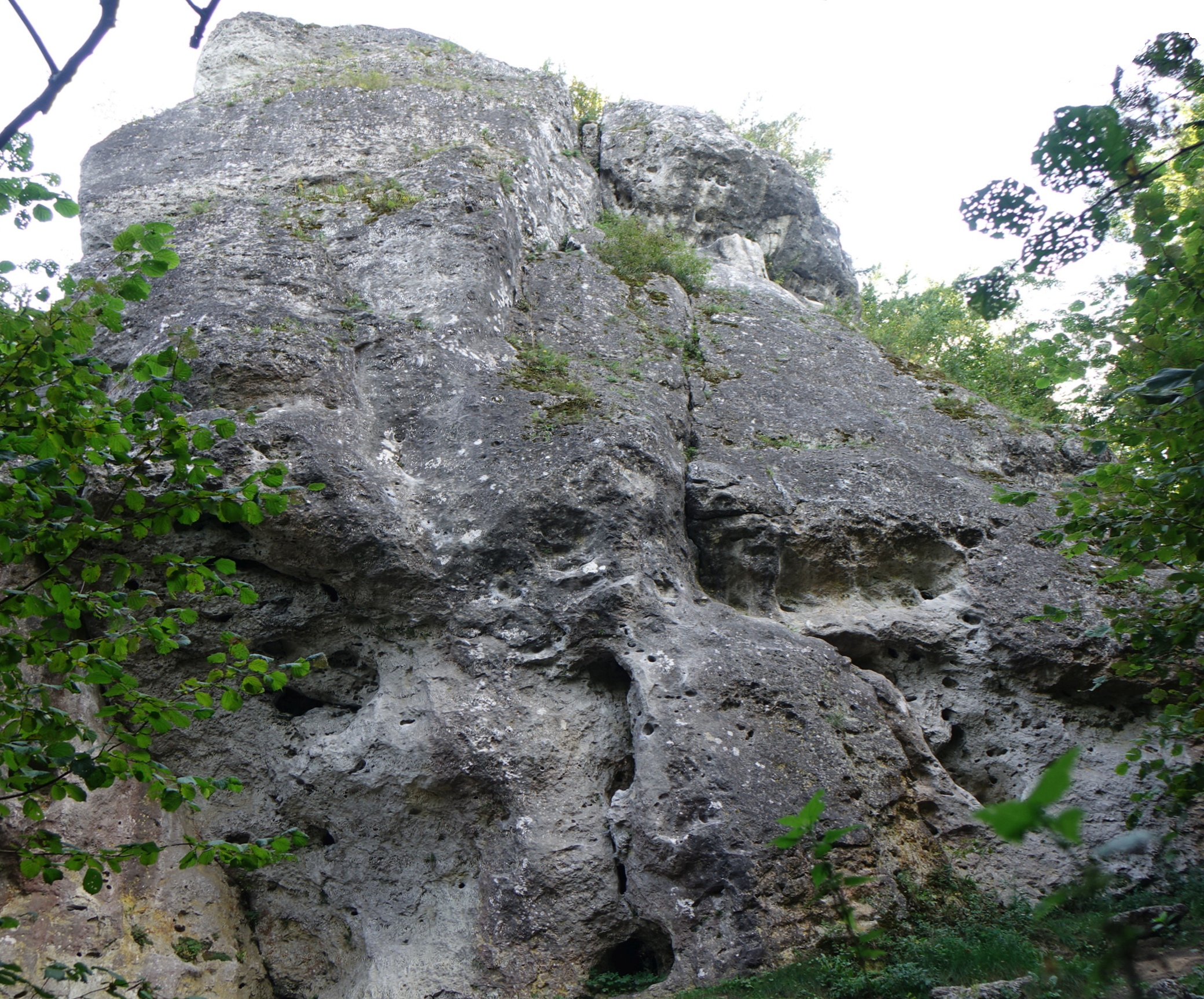
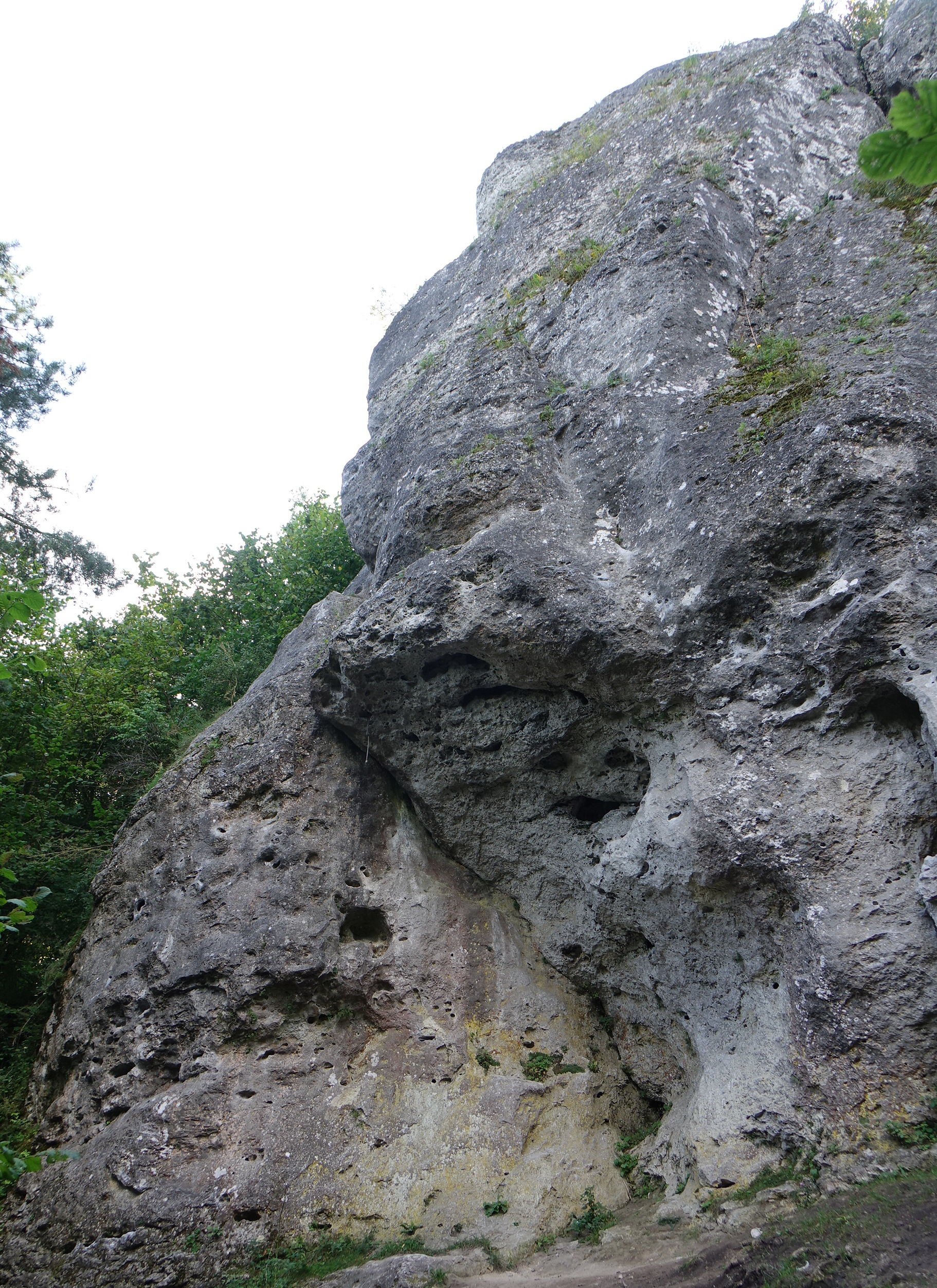
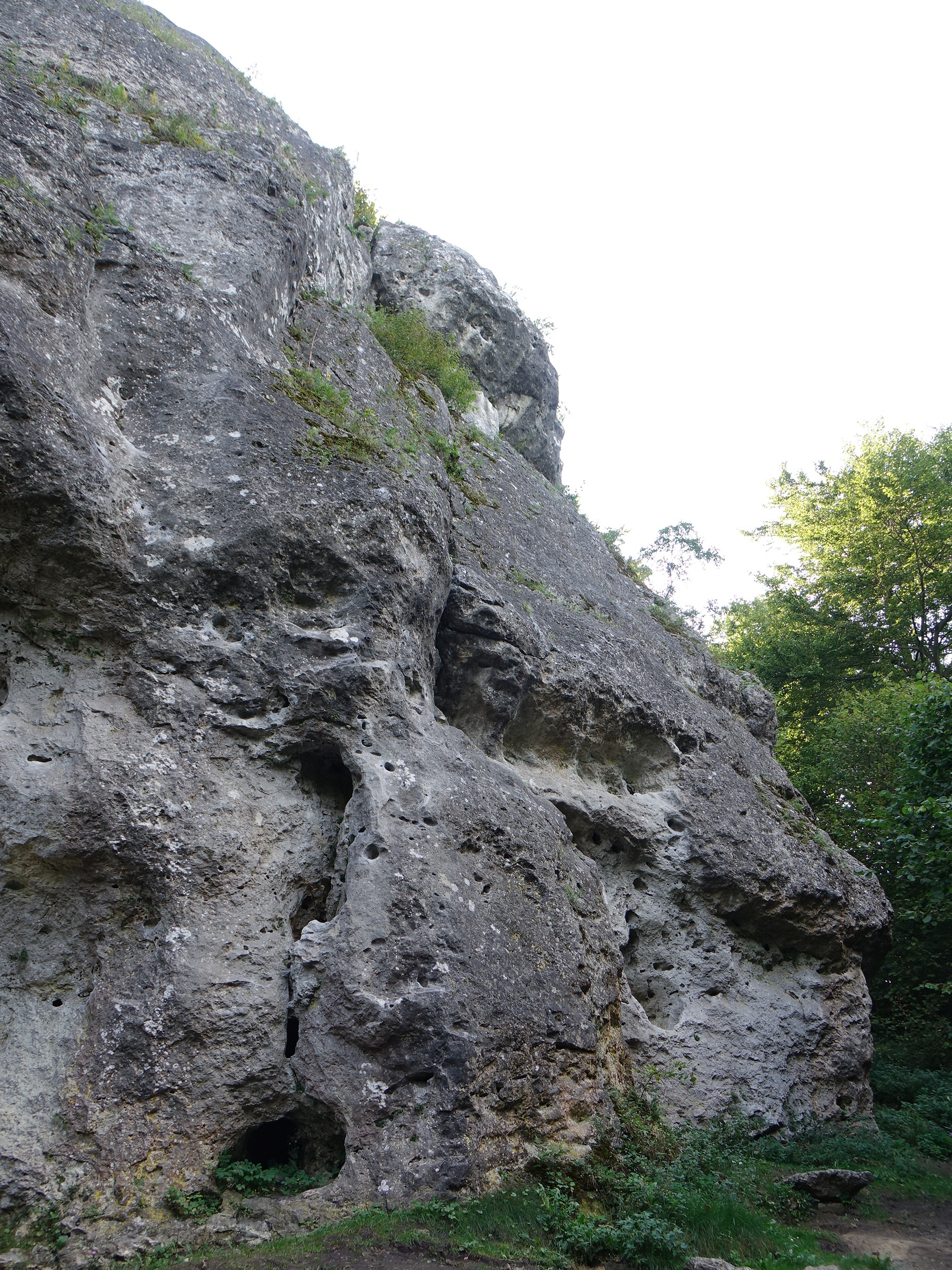
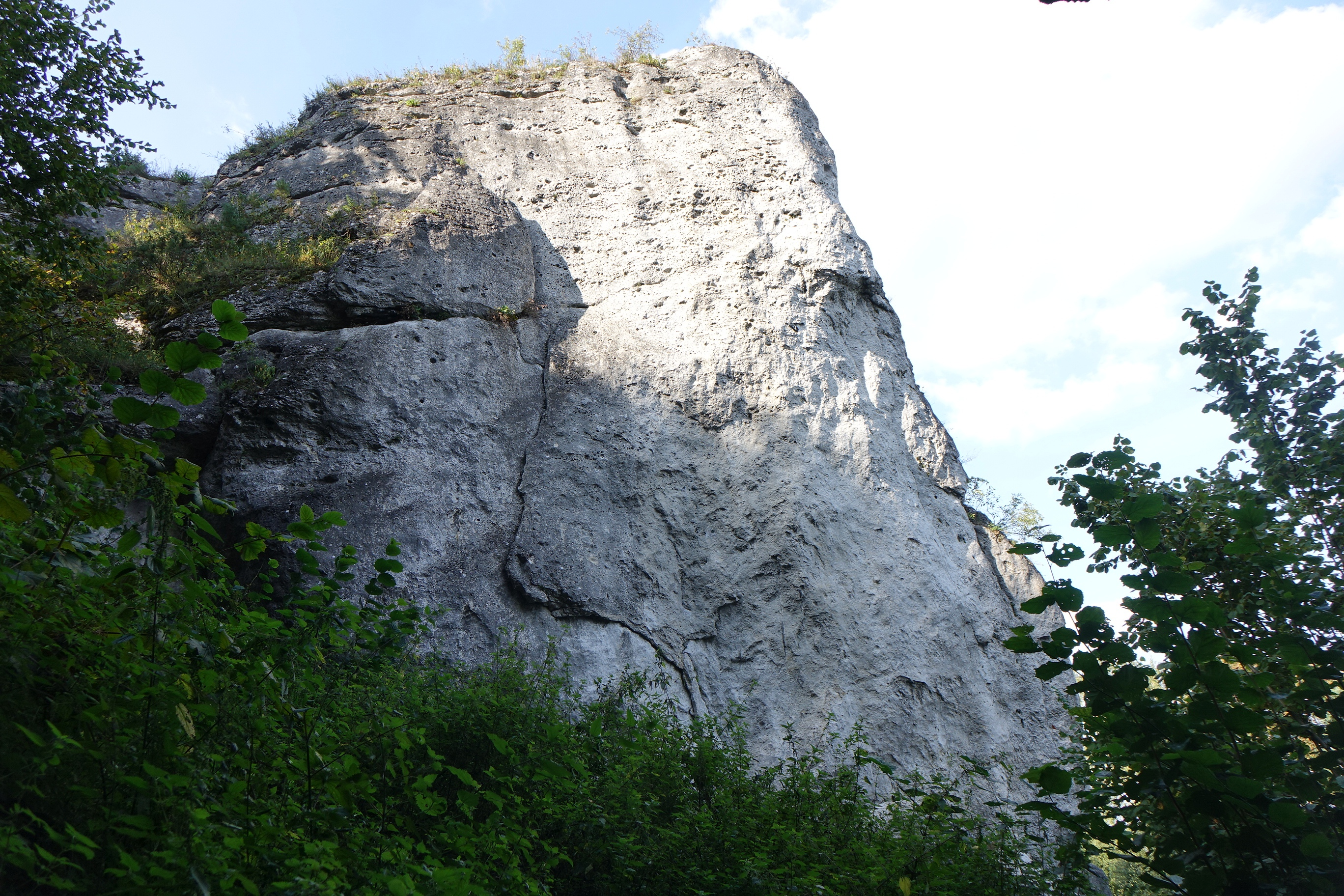
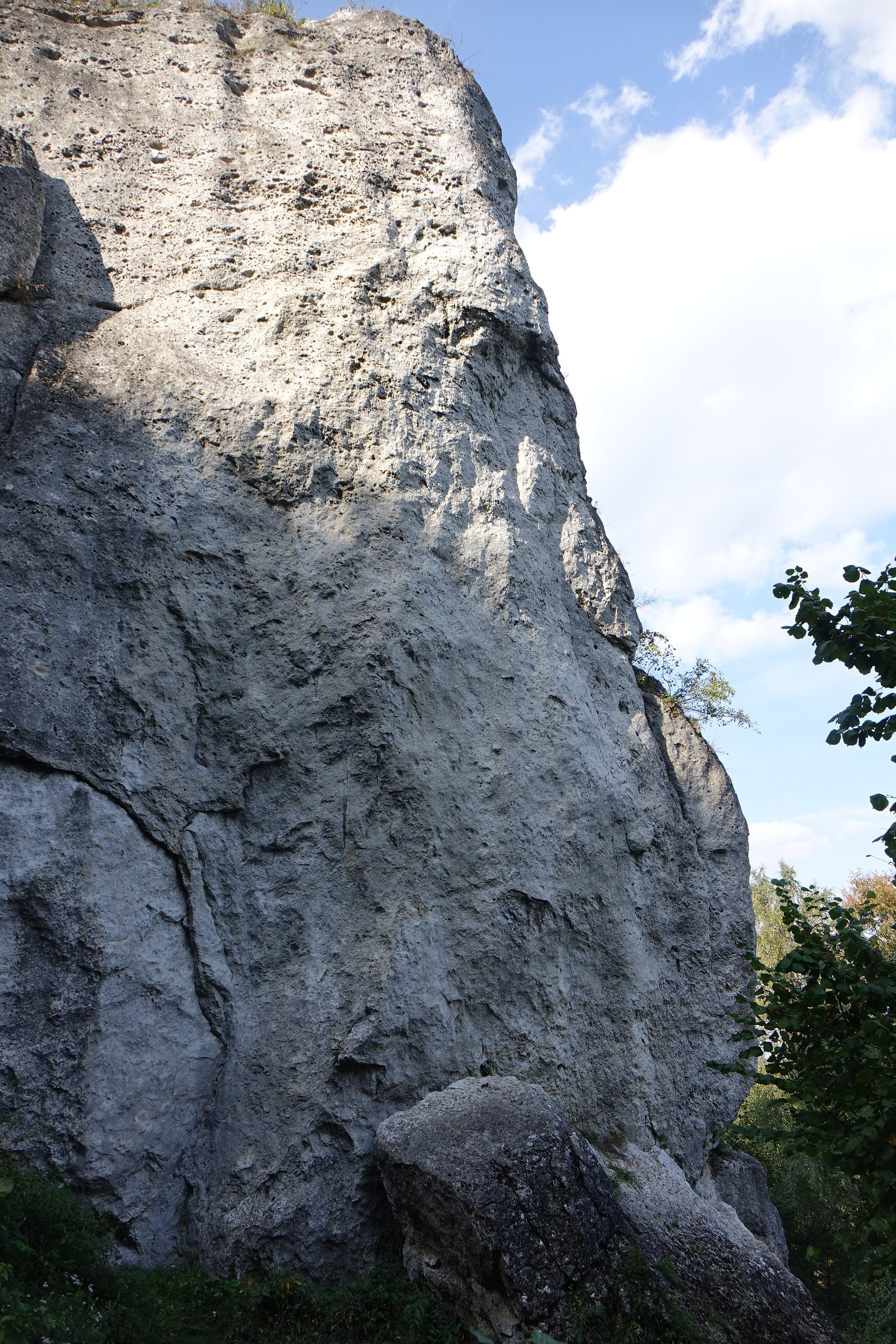

4. Tańcząc w ciemnościach; VI.4, 1r, trad
5. Lekcja tańca; VI.4, 8r + st
6. Tańczący z wilkami; VI.5, 6r + st
7. Wodewil; VI.4+, 5r + st

Ściana południowa
1. Marian Koniuszko; V, 5r +st
2. Filar spadających gwiazd; VI, 11r +st
3. Droga spadających gwiazd; V-, 4r +st, trad
4. Wariant spadających gwiazd; VI, 3r +st, trad
5. Jaś nie doczekał; VI.2+, 8r +st
6. Prostowanie cyklofrenii; VI.2+, 4r +st
7. Cyklofrenia; VI.1+, 4r +st
8. Cyklofrenia z zacięciem; VI.1+, 3r +st, trad
9. Ciemna materia; VI+, 10r +st
10. Mechaniki proste; VI+, 3r +st, trad
11. Rysa mechaników; V+, 1r +st, trad
12. Ekstra mechaniki; VI.1, 9r +st
13. Prawe mechaniki; VI, 6r +st, trad
14. Supermechaniki lewe; VI+, 9r +st
15. Hipermechaniki; VI.2, 9r +st
16. Supermechaniki; VI+, 6r +st, trad
17. Yellow bahama; VI+, 10r +st[3].

Skała ze Spadającymi Gwiazdami jest bardzo popularna wśród wspinaczy.